# 피리 & 토미
피리 & 토미(Piri & Tommy)는 잉글랜드의 드럼 앤 베이스 듀오로, 2021년 결성되었다. 구성원은 소피 "피리" 맥버니와 토미 빌리어스이다.

## 음반 목록

### 믹스테잎
- Froge.mp3 (2022)